# Sylvain d'Ahun
Saint Sylvain d'Ahun ou Silvain d'Ahun est un saint de l'Eglise catholique vénéré en Limousin et aux alentours. Il a été martyrisé dans la ville d'Ahun le 16 octobre 407. Il est fêté le 16 octobre.
Son tombeau se situe dans l'église éponyme du XIIe siècle de la ville où il a été martyrisé. Cette église porte d'ailleurs son nom.*

## Toponymie
Son nom est à l'origine de quelques noms de villages en Creuse :
- Saint-Silvain-Bas-le-Roc
- Saint-Silvain-Bellegarde
- Saint-Silvain-Montaigut
- Saint-Silvain-sous-Toulx